# Artashavan
Artashavan là một đô thị thuộc tỉnh Aragatsotn, Armenia. Dân số ước tính năm 2011 là 726 người.